# Alpina Begossi
Alpina Begossi (1958-2023) foi uma renomada ecóloga brasileira. Foi considerada uma das pesquisadoras mais influentes do mundo, em 2020.
Begossi graduou-se em Biologia na Universidade Federal do Rio de Janeiro, em 1980. Seu mestrado e doutorado em Ecologia foram realizados respectivamente na Universidade Estadual de Campinas (1984) e na Universidade da Califórnia em Davis (1989).
Ela se dedicou desde os anos 1980 à investigação ecológica da pesca na Costa da Mata Atlântica e das populações ribeirinhas da Amazônia. Seu trabalho destacou-se por combinar elementos da biologia, ecologia e antropologia no estudo das relações sociais com a natureza. Publicou mais de 10 livros.
Begossi foi diretora de 2006 a 2014 e de 2018 a 2022 do Fisheries and Food Institute (Fifo), dedicado à diversidade e segurança da pesca.  Presidiu a Society for Human Ecology (SHE) de 2006 a 2007. Foi pesquisadora do Núcleo de Estudos e Pesquisas em Alimentação (Nepa).
Sobre os desafios das mulheres na ciência brasileira, Begossi afirmou em entrevista, em 2021:

Na carreira acadêmica no Brasil há preconceitos com relação à mulher: alguns de forma mais velada ou tangenciais, outros mais diretos, mas que de certa forma afetam a carreira da mulher no mundo acadêmico, bem como em seu dia-a-dia, Quando a mulher é competente em seu trabalho, é comum estar associada a essa competência ou a essa mulher algum defeito: ou seja, quando colegas atestam a sua competência, em seguida pode seguir alguma observação negativa. É comum, são observações que muitas vezes são expressas através de brincadeiras ou fofocas, ou simplesmente através de uma opinião. Essa associação não parece ser tão comum sobre colegas do mundo masculino. De formas indiretas, a mulher pesquisadora acaba por obter menos promoções, o que, claro, refletirá em seu salário. Infelizmente é uma cultura machista aquela em que vivemos no Brasil, onde as mulheres são diminuídas em diversos e inúmeros setores.— Alpina Begossi

## Prêmios
Foi reconhecida como uma das 100 mil cientistas mais influentes do mundo e uma das 600 do Brasil pelo ranking da revista científica Plos Biology em 2020.

Seu livro Current Trends in Human Ecology recebeu em 2011 o prêmio Book Award “Gerald Young".